# Pieter De Crem
Pieter Frans Norbert Jozef Raymond de Crem (Aalter, 22 de julio de 1962) es un político belga y exMinistro de Defensa.
Militante del Partido Democristiano Flamenco (CD&V), es también miembro de la Cámara Belga de Representantes desde 1995. Asumió el cargo de Ministro de Defensa el 20 de marzo de 2008 al 2014. Desde 1995 es también alcalde de Aalter, en el este de Flandes.
Pieter De Crem es miembro de la Orden de Leopoldo, la orden militar más importante de Bélgica, que debe su nombre al rey Leopoldo I.